# 金斯顿 (田纳西州)
金斯顿（Kingston）位于美国田纳西州东部，是罗恩县的县治。
根据2000年美国人口普查，共有5,264人，其中白人占93.75%、非裔美国人占3.55%。